# Рекомендуемая суточная норма потребления
Рекомендуемая суточная норма потребления — усреднённое, расчётное количество потребления в пищу различных веществ живым существом в сутки, необходимое для поддержания нормального (здорового) состояния организма не более 12 килограмм в день. Реже термин может употребляться для указания норм потребления непищевых веществ, например, воды и воздуха. Термин используется в медицине (диетологии), валеологии, ветеринарии.
В качестве периода используются сутки, так как большинство веществ рекомендуется употреблять регулярно и непрерывно. Суточное потребление — это гарантия непрерывного получения организмом необходимых веществ. Но некоторые вещества допускается употреблять с большей периодичностью, делая перерывы.
В пищевой промышленности для указания норм потребления пищевых продуктов, а не отдельных веществ, используется термин «адекватная дневная норма потребления» или просто «норма потребления».
В Российской Федерации рекомендуемые нормы утверждены РПН в «Методических рекомендациях 2.3.1.2432-08. Нормы физиологических потребностей в энергии и пищевых веществах для различных групп населения Российской Федерации.»
От 22 июля 2021 года утверждено Руководителем Федеральной службы по надзору в сфере защиты прав потребителей и благополучия человека, Главным государственным санитарным врачом
Российской Федерации А.Ю.Поповой:
"НОРМЫ ФИЗИОЛОГИЧЕСКИХ ПОТРЕБНОСТЕЙ В ЭНЕРГИИ И ПИЩЕВЫХ ВЕЩЕСТВАХ ДЛЯ РАЗЛИЧНЫХ ГРУПП НАСЕЛЕНИЯ РОССИЙСКОЙ ФЕДЕРАЦИИ" — МЕТОДИЧЕСКИЕ РЕКОМЕНДАЦИИ МР 2.3.1.0253-21

## Рекомендуемые суточные нормы потребления некоторых веществ[1]

### Физиологические потребности взрослого населения
- белки (50 % из них — животного происхождения)[3]:
  - от 65 до 117 г/сутки, для мужчин
  - от 58 до 87 г/сутки, для женщин
- жиры:
  - от 70 до 154 г/сутки, для мужчин
  - от 60 до 102 г/сутки, для женщин
- углеводы:
  - от 257 до 586 г/сутки (50—60 % от энергетической суточной потребности)
- макроэлементы, в частности,[4]
  - кальций 1000 мг/сутки (1200 мг/сутки после 60 лет)
  - калий 2000 мг/сутки
- микроэлементы, в частности,[5]
  - йод 130—200 мкг/сутки
  - железо 8-10 мг/сутки (15-20 мг/сутки для женщин)

### Физиологические потребности детей
- белки (60 % из них — животного происхождения)[3]:
  - до 1 года — 2,2—2,9 г/кг массы тела
  - старше 1 года — от 36 до 87 г/сутки
- жиры:
  - до 1 года — 5,5—6,5 г/кг массы тела
  - старше 1 года — от 40 до 97 г/сутки
- углеводы:
  - до 1 года 13 г/кг массы тела
  - старше 1 года от 170 до 420 г/сутки

### Витамин C
- Взрослые мужчины — 90 мг/сутки.
- Взрослые женщины — 75 мг/сутки.[6]
- Дети (с момента рождения и до 18 лет) — 30—90 мг/сутки.

### Аминокислоты
см. Незаменимые аминокислоты

## Суточные нормы потребления энергии

### Энергия ккал
- от 2450 до 3750 ккал/сутки для мужчин
- от 2000 до 2850 ккал/сутки для женщин

### Физиологические потребности лиц престарелого и старческого возраста
- от 1950  до 2300 ккал/сутки для мужчин
- от 1700 до 1975 ккал/сутки для женщин

- Незаменимые пищевые вещества:
  - Незаменимые аминокислоты
  - Незаменимые жирные кислоты
- Гипервитаминоз
- Гиповитаминоз
- Здоровое питание
- Биологически значимые элементы